# Lindsay Frost
 Lindsay Frost  est une actrice américaine née le 4 juin 1962 à Los Angeles. 

## Filmographie
- 1988 : Flic ou Zombie : Randi James
- 2002 : Dommage collatéral (Collateral Damage), d'Andrew Davis : Anne Brewer
- 2002 : Le Cercle : Ruth

### Télévision
| Année     | Titre                                                | Rôle                        | Notes                                               |
| --------- | ---------------------------------------------------- | --------------------------- | --------------------------------------------------- |
| 1983      | Hill Street Blues                                    | Reporter                    | Episode: "Ba-Bing, Ba-Bing"                         |
| 1984–1987 | As the World Turns                                   | 'Betsy'                     |                                                     |
| 1989      | L.A. Law                                             | Stephanie Hall              |                                                     |
| 1989      | Father Dowling Mysteries                             | Kathy Luciani               |                                                     |
| 1989      | When We Were Young                                   | Paige Farrell               |                                                     |
| 1989      | Lady in the Corner                                   | Susan Dawson                | TV movie                                            |
| 1989–1990 | Mancuso, F.B.I.                                      | Kristen Carter              | 20 épisodes                                         |
| 1990      | The Great Los Angeles Earthquake                     | Laurie Parker               |                                                     |
| 1991      | Stop at Nothing                                      | Sarah McConnell Parrish     | TV movie                                            |
| 1991      | Murder, She Wrote                                    | Dawn Bickford               |                                                     |
| 1991      | Palomino                                             | Samantha Taylor             | TV movie                                            |
| 1992      | Nightmare Cafe                                       | Fay Peronivic               | 6 épisodes                                          |
| 1992      | In the Shadow of a Killer                            | Stacy Mitchell              |                                                     |
| 1992      | Calendar Girl, Cop, Killer? The Bambi Bembenek Story | 'Bambi'                     |                                                     |
| 1993      | SeaQuest, police des mers                            | Savannah Rossovich          |                                                     |
| 1994      | Birdland                                             | Dr. Jessie Lane             |                                                     |
| 1995      | OP Center                                            | Pamela Bluestone            | TV movie                                            |
| 1995      | Dead by Sunset                                       | Sara Gordon                 |                                                     |
| 1996      | Smoke Jumpers                                        | Rene Mackey                 |                                                     |
| 1996      | OverBlood                                            | Millie                      |                                                     |
| 1996–1997 | High Incident                                        | Sgt. Helen Sullivan         | 22 épisodes                                         |
| 1997      | Frasier                                              | Samantha Pierce             |                                                     |
| 1998      | Mind Games                                           | Karen Sorenson              |                                                     |
| 1998      | My Father's Shadow: The Sam Sheppard Story           | Marilyn Sheppard            |                                                     |
| 1999      | Too Rich: The Secret Life of Doris Duke              | Doris Duke (age 20s to 50s) |                                                     |
| 2000      | The Geena Davis Show                                 | Abby                        |                                                     |
| 2000–2001 | Bull                                                 | Caroly Roberts-Cox          | 6 épisodes                                          |
| 2001      | Frasier                                              | Samantha Pierce             |                                                     |
| 2001–2006 | Crossing Jordan                                      | Maggie Macy                 | 9 épisodes                                          |
| 2002      | CSI: Crime Scene Investigation                       | Marjorie Westcott           |                                                     |
| 2002      | MDs                                                  | Linda Clark                 |                                                     |
| 2003      | Family Curse                                         |                             | TV movie                                            |
| 2003      | Judging Amy                                          | Natalie Blake               |                                                     |
| 2003      | The Elizabeth Smart Story (en)                       | Lois Smart                  |                                                     |
| 2004      | CSI: Miami                                           | Joanne Henderson            | épisode: "Invasion"                                 |
| 2005      | Lost                                                 | Sabrina Carlyle             |                                                     |
| 2006      | Boston Legal                                         | Beth Guttman                |                                                     |
| 2006      | Shark                                                | Claire Stark                | épisode: "Pilot"                                    |
| 2006      | The Unit                                             | Senator Webb                | Episode: "200th Hour" Episode: "The Broom Cupboard" |
| 2007      | The Unit                                             | Senator Webb                | épisode: "Bedfellows"                               |
| 2007      | Without a Trace                                      | Christine Woods             | épisode: "Res Ipsa"                                 |
| 2011      | Harold and the North Pole                            | Narratrice                  |                                                     |
| 2012      | Harold and the Purple Crayon                         | Narratrice                  | Video game                                          |